# Tiiu Kuik

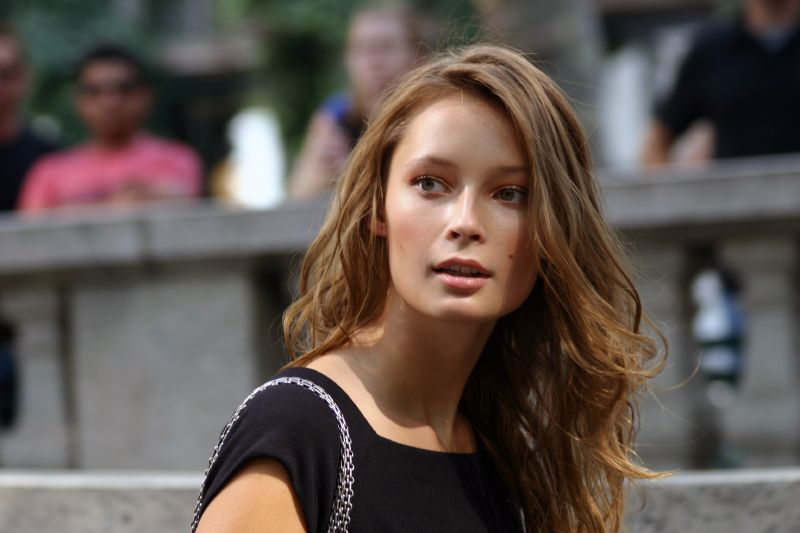
Tiiu Kuik (2007)

Tiiu Kuik (* 16. März 1987 in Tallinn, Estnische SSR) ist ein estnisches Topmodel.

## Leben
Tiiu Kuik wurde im Alter von 13 Jahren bei einer Messe in Tallinn als Model entdeckt. Sie begann ihre Karriere 2001 in Japan und Italien. Für mehr als 40 Modedesigner ist Tiiu Kuik seitdem auf dem Laufsteg zu sehen gewesen, unter anderem für Gucci, Chanel und Louis Vuitton. Daneben wurde sie für zahlreiche Modemagazine fotografiert. Mehrmals war sie Covergirl bei Vogue.

## Agenturen
- Major Model Management NY (Mutteragentur)
- Major Models Milan
- Major Models Paris
- Francina Models